# Monastère de Mileševa
Le monastère de Mileševa (en serbe cyrillique : Манастир Милешева ; en serbe latin : Manastir Mileševa) est un monastère orthodoxe serbe situé sur le territoire du village de Mileševo, près de Prijepolje, au sud-ouest de la Serbie. Il dépend de l'éparchie de Mileševa, dont il est le siège, et est inscrit sur la liste des monuments culturels d'importance exceptionnelle du pays (identifiant no SK 161).
Le monastère abrite une communauté de religieux.

## Localisation
Le monastère est situé dans la vallée de la rivière Mileševka.

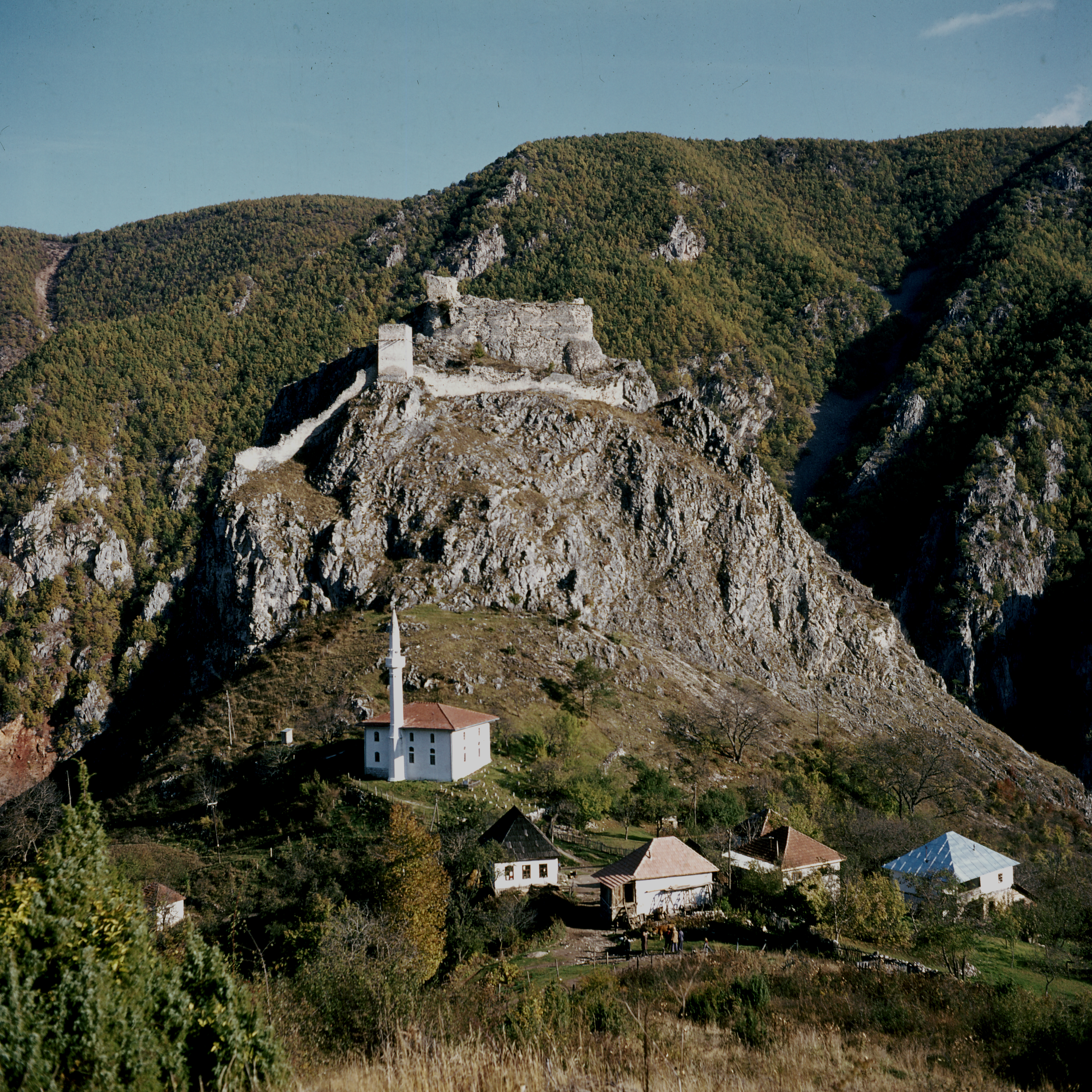
La forteresse de Mileševac, qui domine le monastère.

## Historique
Le monastère a été fondé par le roi de Serbie Vladislav entre 1234 et 1236. En 1236, le roi y fit déposer les reliques de son oncle saint Sava. En 1459, le monastère fut incendié par les Turcs, mais rapidement restauré.

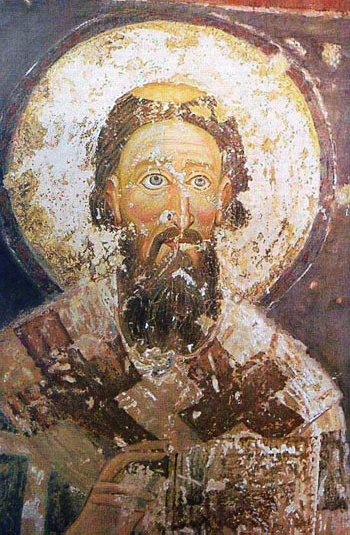
Saint Sava, fresque de Mileševa.

Dans la première moitié du XVIe siècle, Mileševa fut réputé pour les travaux d’enluminure de ses moines. En 1594, les Turcs emportèrent les reliques de saint Sava à Belgrade, où elles furent brûlées publiquement sur la colline de Vracar.

## Église
L’église du monastère, dédiée à l’Ascension de Notre-Seigneur, est caractéristique de l'école de la Raška. De plan rectangulaire, elle est surmontée de deux clochers de style byzantin ; à l’est, elle est entourée d’une abside triple. Conçue comme un mausolée, l’église abrite aujourd’hui encore les tombes du roi Vladislav et de saint Sava.

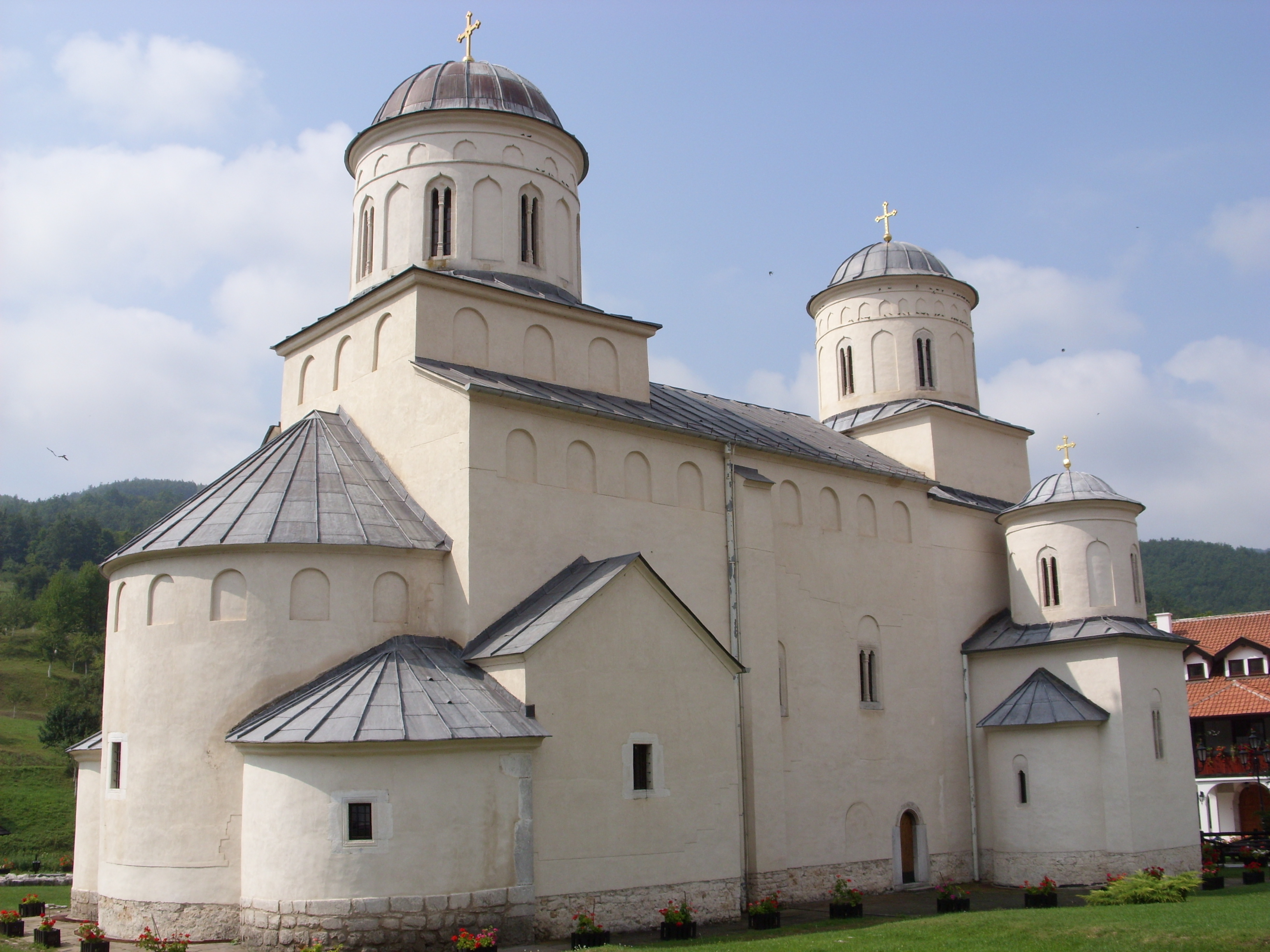
Autre vue de l'église.

## Fresques

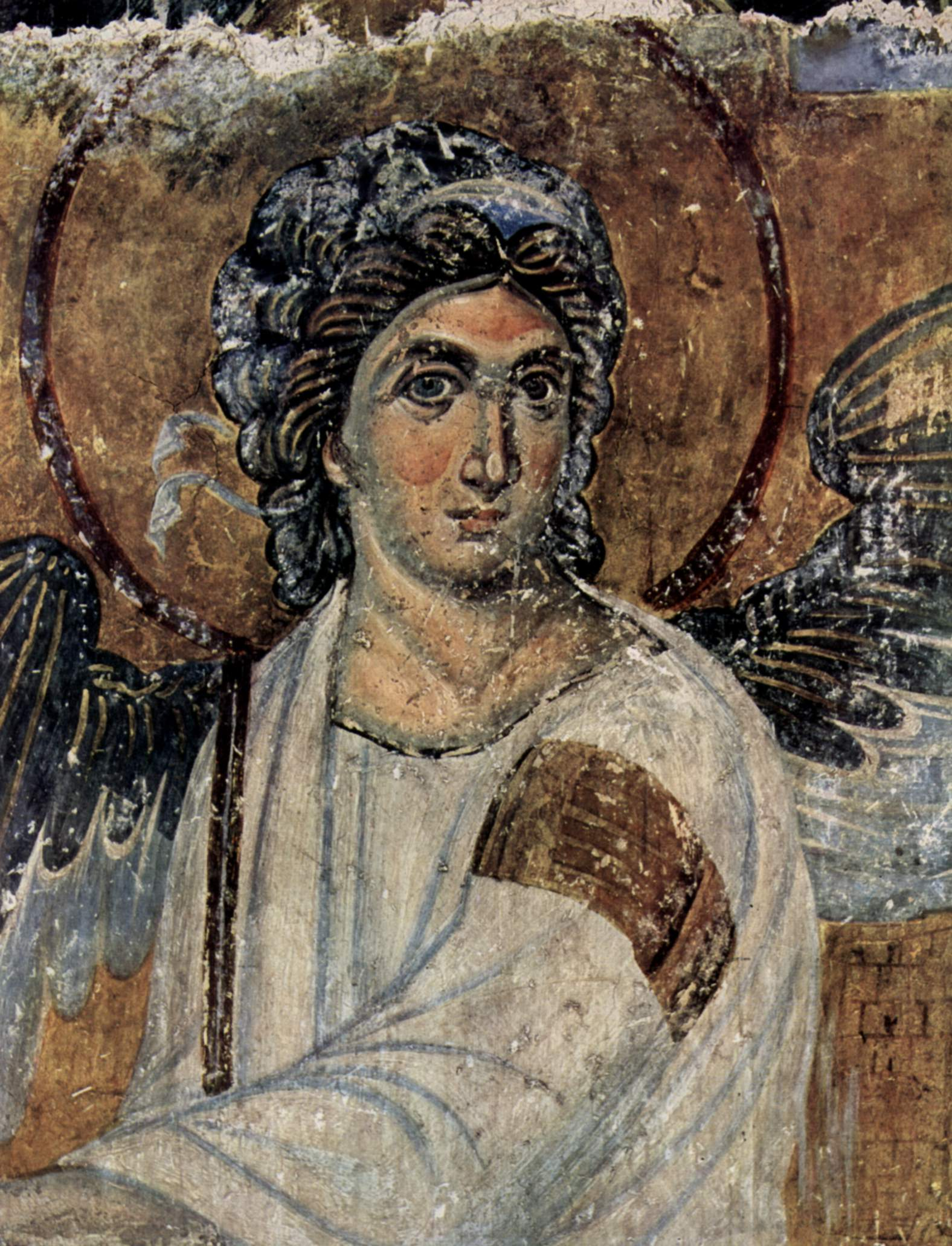
La fresque de l'Ange blanc, détail.

Entre 1235 et 1240, l’église fut décorée de fresques représentant des évêques, des saints et des martyrs. Parmi ces fresques, figure l’une des plus célèbres de Serbie, celle de l’Ange blanc, représentant un ange assis sur le tombeau du Christ.
On y trouve aussi, à côté des saints personnages, les membres de la dynastie des Nemanjić, à commencer par Stefan Nemanja, le fondateur de la dynastie. On y trouve aussi le roi Vladislav, son petit-fils, fondateur du monastère. Stefan Nemanjić, appelé aussi Stefan Prvovenčani (« Stefan le Premier-couronné| »), le fils aîné de Stefan Nemanja est également représenté ainsi que son frère Rastko, canonisé sous le nom de saint Sava.
L’historienne de l’art Ana Dumitrescu commente ainsi le programme iconographique de l’église : « Sava et tous les ancêtres du fondateur ayant régné (depuis Nemanja jusqu'au frère aîné de Vladislav) sont représentés en pied, formant un ensemble majestueux sur un registre où habituellement sont figurés des saints en pied. Cette image… témoigne d'un indéniable culte dynastique, mais aussi du caractère sacral de la famille royale. »
Dans la seconde moitié du XVIe siècle, l’église fut ornée de nouvelles fresques qui recouvrirent les premières. Elles furent détruites par l’incendie allumé par les Turcs ; mais, paradoxalement, les fresques endommagées protégèrent les peintures du XIIIe siècle qu’elles avaient remplacées.

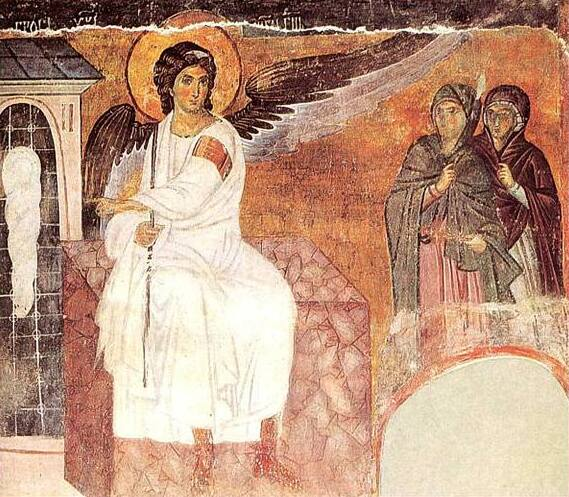
L'Ange blanc et les saintes Femmes au tombeau du Christ.
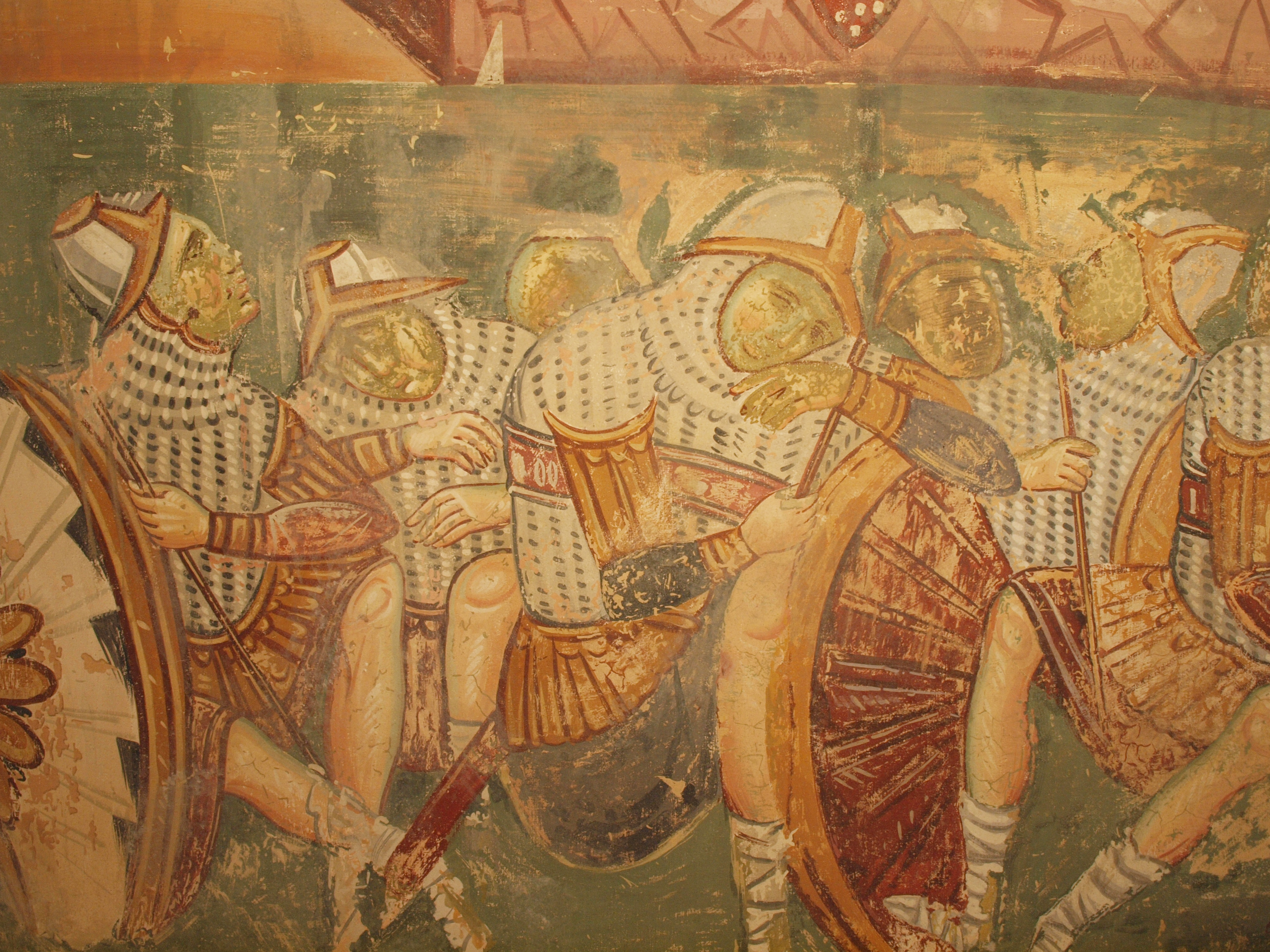
Soldats endormis près du tombeau du Christ.
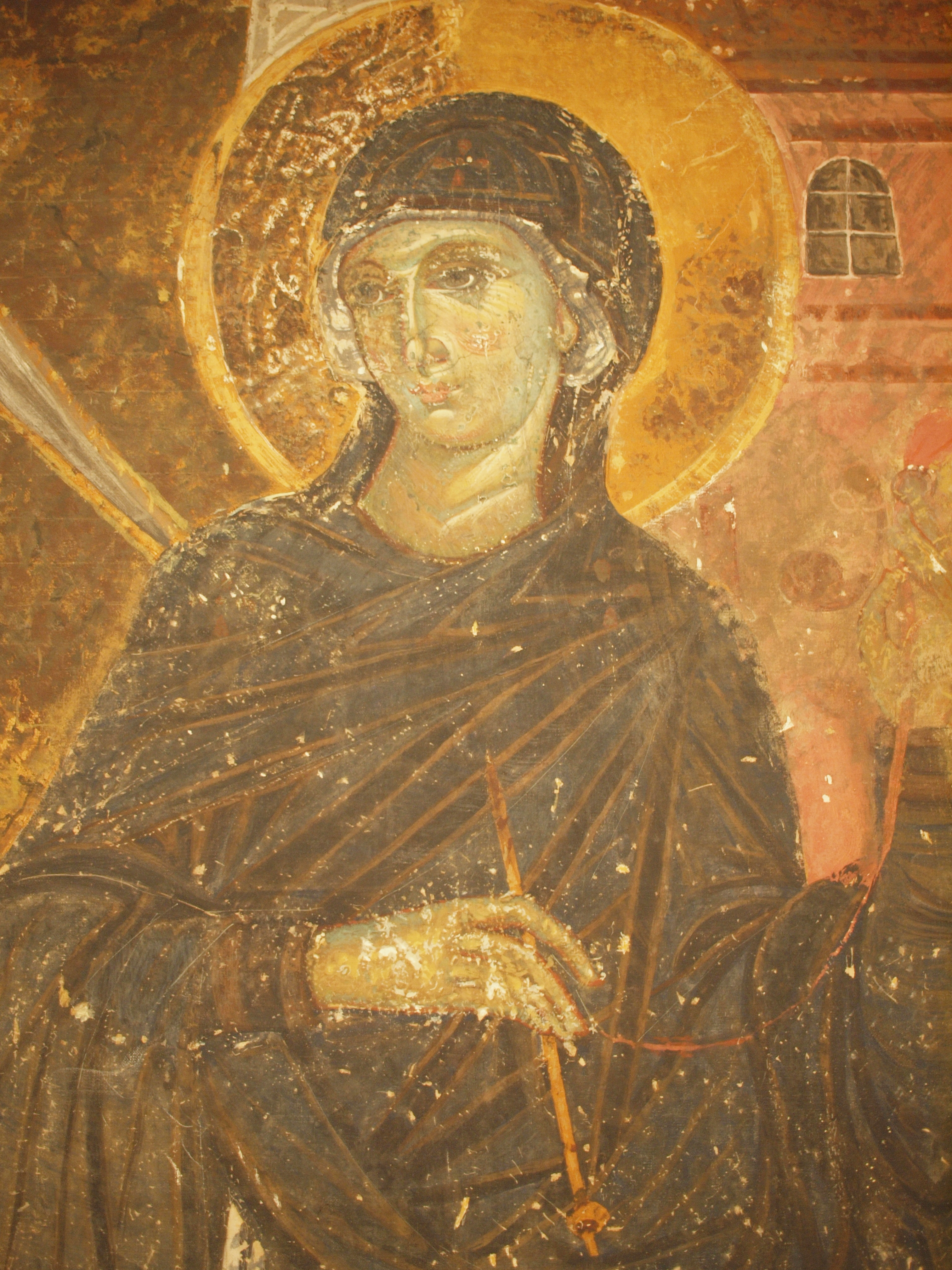
La fresque de l'Annonciation.
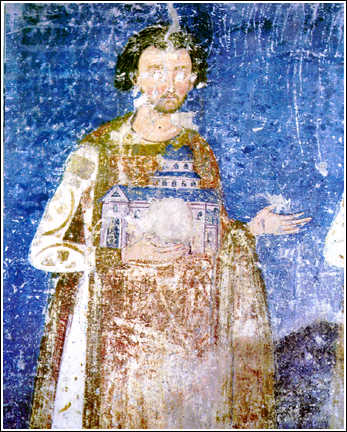
Le roi Stefan Vladislav.

## Autres bâtiments monastiques

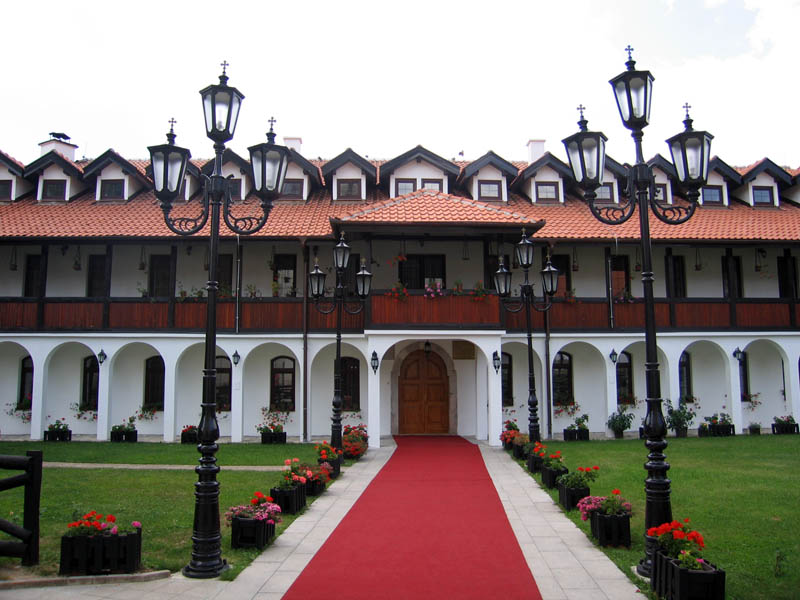
Le konak du monastère